# Конституция Нигерии
Конституция Нигерии (англ. Constitution of Nigeria) — высший закон Нигерии. Действующая конституция государства была принята в 1999 году и является преемником предыдущих конституций 1960, 1963, 1979 и 1993 годов.

## Конституция 1979 года
По конституции 1979 года в Нигерии была введена Вестминстерская система управления, отменив американскую президентскую систему с прямым голосованием органов исполнительной власти.

## Конституция 1999 года
В январе 2011 года, были внесены две поправки в конституцию 1999 года президентом Гудлаком Джонатаном. Это были первые изменения в конституцию с 1999 года.